# Idioma gurma
El idioma gurma o gourmanchéma (también conocido como goulmacema, gourma, gourmantche, gulimancema, gulmancema o gurma) es la principal lengua del pueblo gurma, hablado desde Burkina Faso hasta el norte de Togo y Benín, y en lugares tan lejanos como Níger.
Todos los nombres en esta lengua se clasifican en ocho tipos de clases, identificadas por sus prefijos y sufijos en singular y plural. 